# 화천국민학교
화천국민학교는 경상북도 영양군 영양읍 영양창수로 644에 있었던 초등학교이다.

## 연혁
- 1940년 10월 18일 화천간이학교 설립 인가
- 1940년 12월 10일 영양서부국민학교 부설 화천간이학교 개교
- 1944년 3월 20일 화천공립국민학교 승격
- 1944년 4월 12일 화천국민학교 개교
- 1969년 9월 6일 무창분교장 설립
- 1971년 3월 1일 무창국민학교 분리
- 1984년 6월 15일 병설유치원 개원
- 1993년 3월 1일 무창분교장 편입, 무창국민학교 기산분교 통폐합
- 1995년 3월 1일 무창분교장과 함께 영양중앙국민학교 통폐합